# Nicolaes Berchem

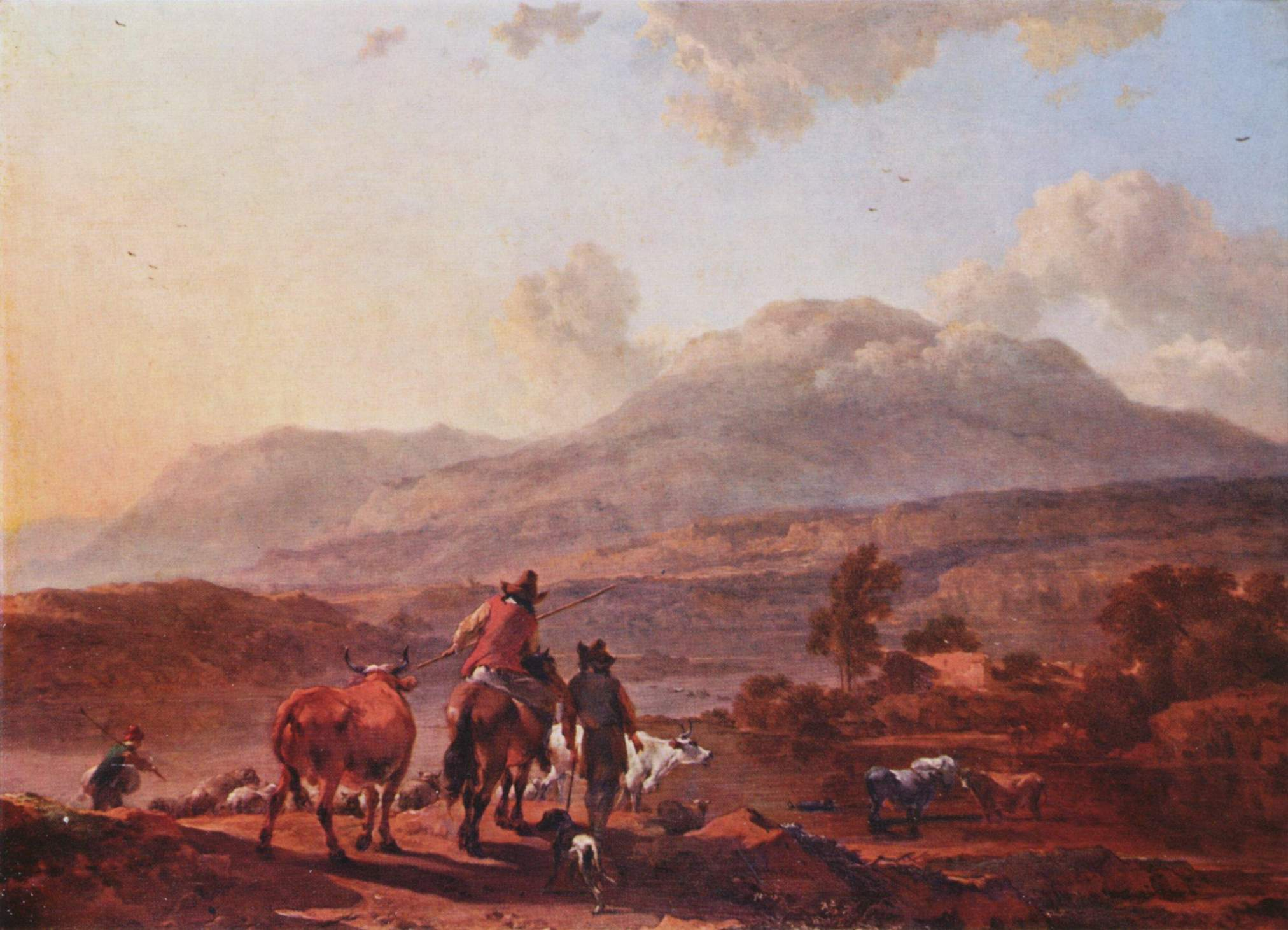
Una tipica scena italiana

Nicolaes Pietersz. Berchem (Haarlem, 1º ottobre 1620 – Amsterdam, 16 febbraio 1683) è stato un pittore olandese, specializzato in scene pastorali popolate da personaggi mitologici o figure bibliche.

## Biografia
Nacque ad Haarlem, figlio del pittore di nature morte Pieter Claesz, che lo introdusse nel mondo artistico e gli insegnò i primi rudimenti pittorici. Il cognome Berchem, invece, derivò dal luogo di nascita del padre. Approfondì le sue conoscenze, secondo la ricostruzione di vari storici dell'arte, sotto la guida di Jan van Goyen, di Jan Wils e di Claes Cornelisz Moeyaert.
Secondo molte fonti, Berchem viaggiò in Italia in un periodo precedente al 1642, assieme al pittore olandese Hendrick Mommers e a Jan Baptist Weenix, che era suo cugino e coetaneo e con il quale condivise anche l'esperienza nella bottega del Moeyaert.
Intorno al 1642, infatti, è documentata la sua presenza nella gilda di San Luca di Haarlem.
L'influenza del Moeyaert si evidenziò soprattutto negli anni giovanili, come è attestato dal Labano del 1643.
Il 2 ottobre del 1646 si sposò con la figlia di Jan Wils, Catrijne Claesdr. De Groot. Attorno al 1650 si trasferì in Vestfalia assieme a Jacob van Ruisdael, e, dopo un secondo soggiorno italiano (1653-1656), ritornò in patria, ad Amsterdam dove lavorò per conto di Jan de Visscher.
Nel periodo centrale della sua carriera la sua vasta produzione fu per lo più incentrata su panorami portuali, cacce, rovine in paesaggi latini e romani, battaglie e ovviamente paesaggi pastorali.
Nel periodo maturo, oltre a propendere per colori più vistosi si avvicinò ad Adriaen van de Velde.
La sua produzione artistica fu notevole, dato che le sue opere ammonterebbero a 850 pezzi, tra cui una sessantina di acqueforti e numerosi importanti disegni a sanguigna.
I suoi paesaggi in stile italiano di ambienti rurali ideali, collinari, montani furono impreziositi da figure umane e animali parzialmente ispirate dai lavori di altri artisti, quali Allaert van Everdingen, Jan Hackaert, Gerrit Dou, Meindert Hobbema e Willem Schellinks.
Berchem esercitò una forte influenza sulle generazioni successive di pittori olandesi e su vari pittori francesi rococò, come Jean-Baptiste Pillement e Jean-Baptiste Oudry. Inoltre le sue linee artistiche paesaggistiche ispireranno un buon numero di artisti, quali François Boucher, Jean Pillement, Jean-Honoré Fragonard, e tra gli inglesi Thomas Gainsborough.
Di una certa importanza furono anche i suoi studi sugli animali.
Morì ad Amsterdam nel 1683.

## Opere
- Uomo e giovane che arano con un bue, 1650-55 circa, Londra, National Gallery
- Contadini presso un acquedotto in rovina, 1655-60 circa, Londra, National Gallery
- Contadino che suona la gironda a una donna e un bambino, 1658, Londra, National Gallery
- Paesaggio montano con mulattiere, 1658, Londra, National Gallery
- Contadini con bestiame che guadano un torrente, 1670-80 circa, Londra, National Gallery

## Galleria d'immagini

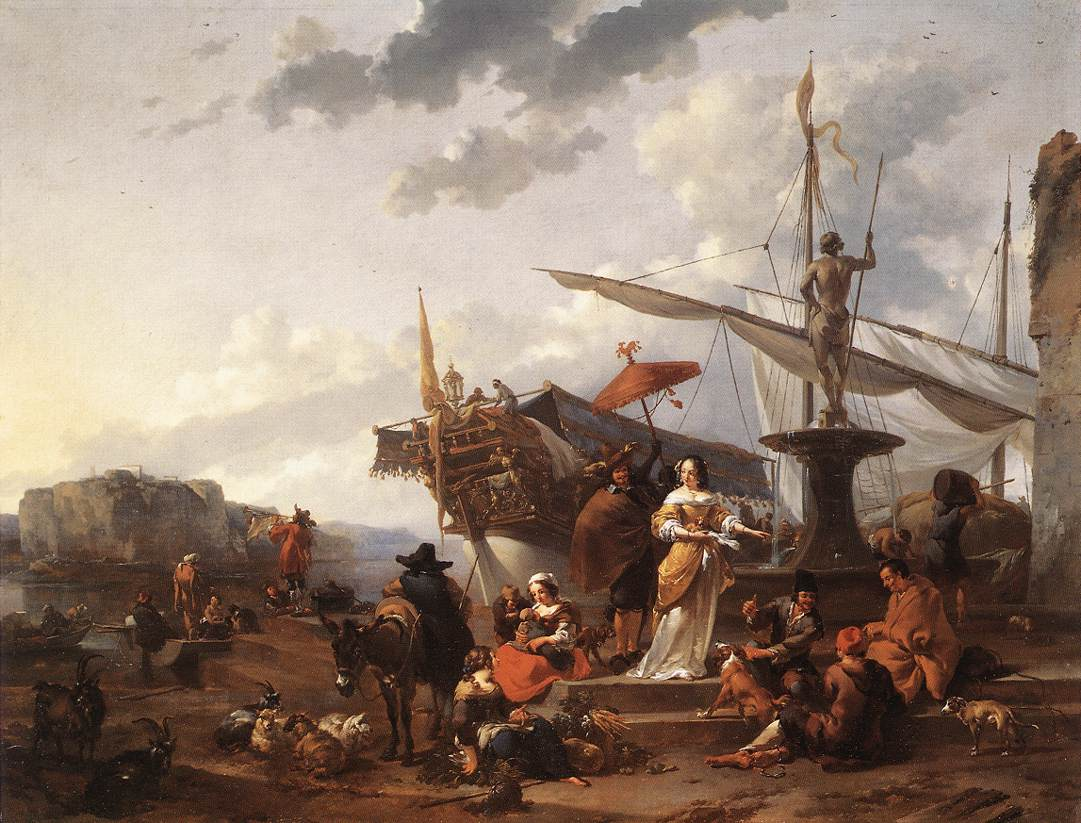
Scena portuale, 1657
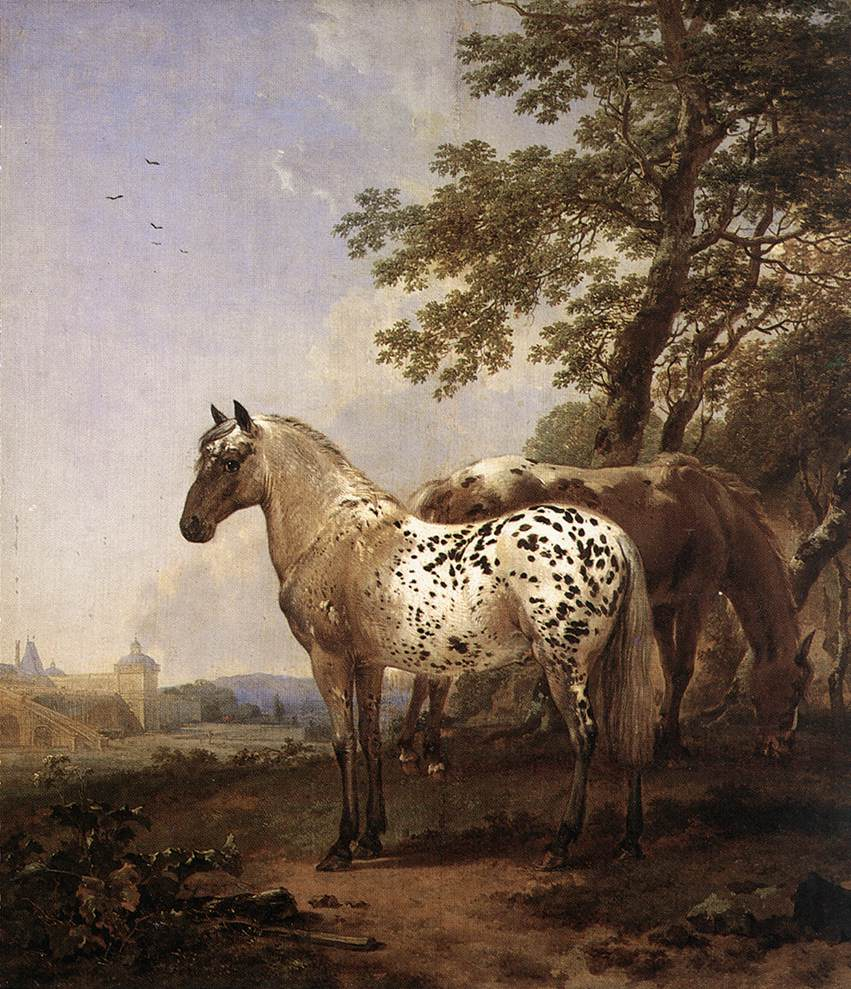
Paesaggio con due cavalli
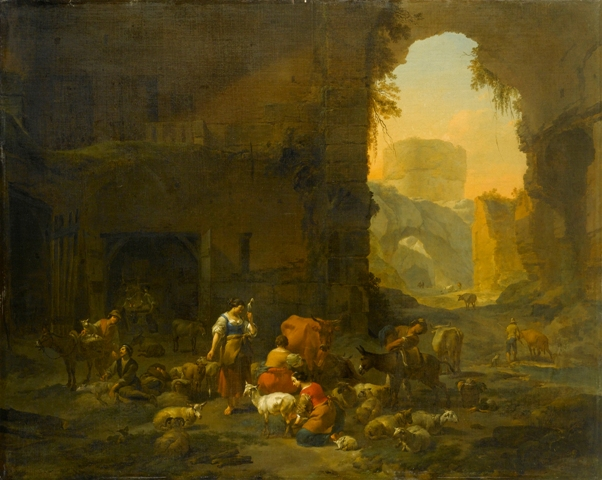
Pastori con il loro gregge davanti a una grotta
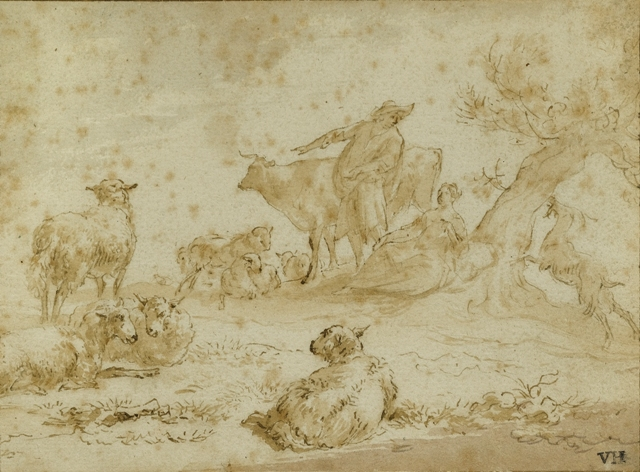
Contadini con pecore
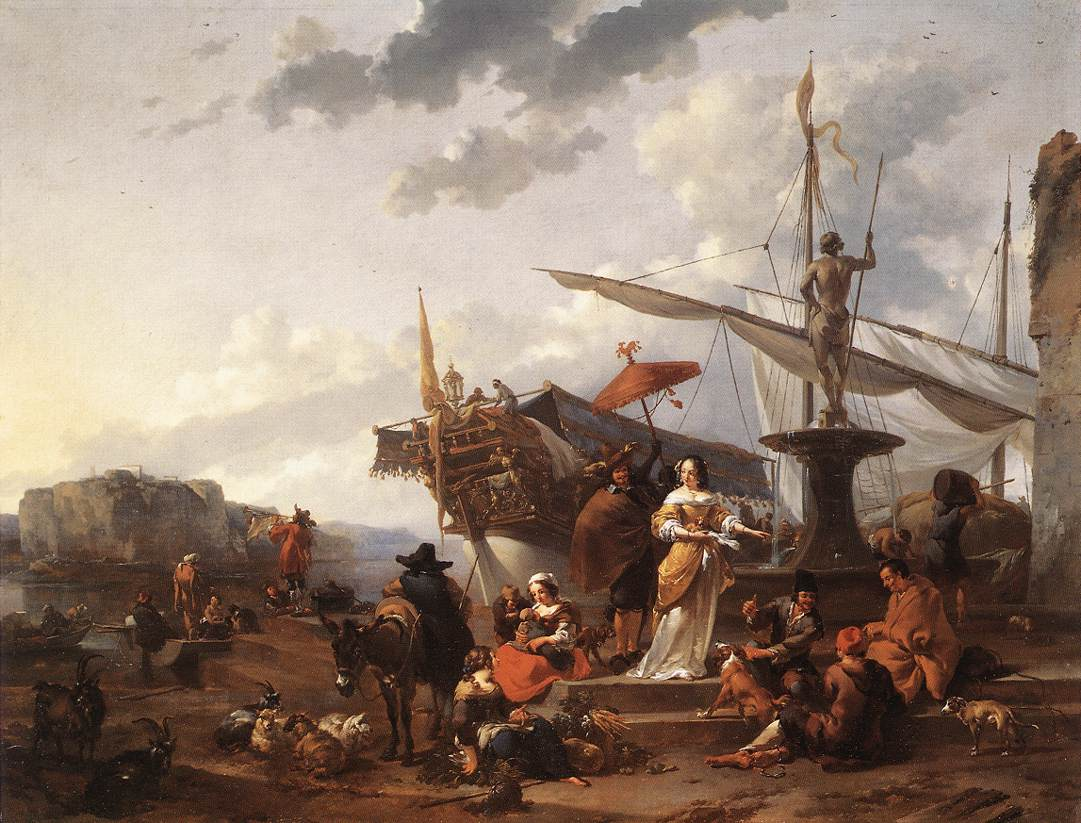
Una scena portuale
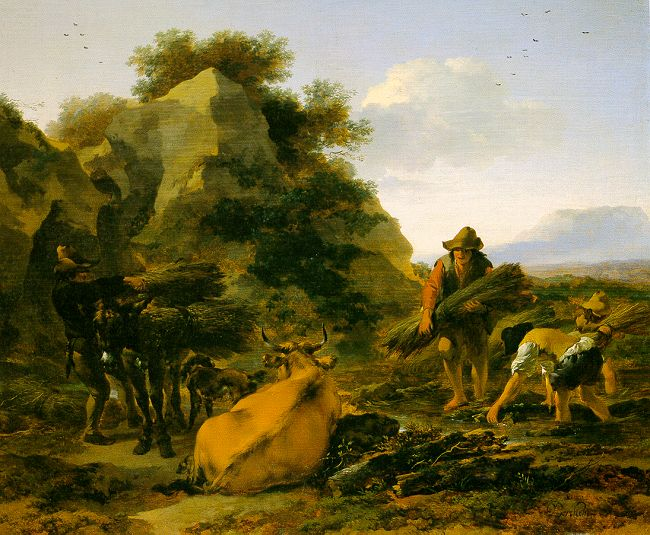
Paesaggio con pastori
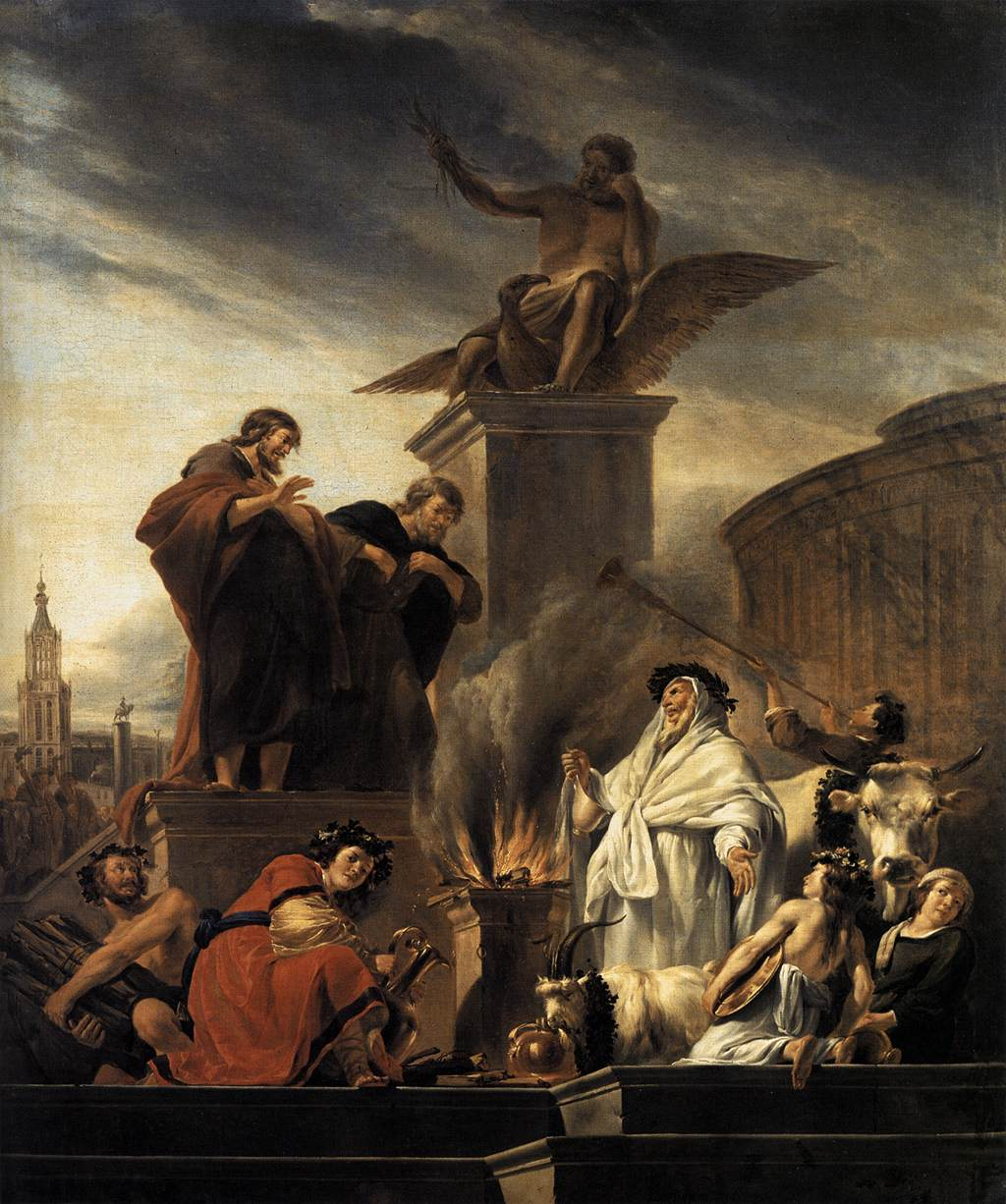
Paolo e Barnaba a Listra